# Pero Vázquez de la Frontera
Pero Vázquez de la Frontera fue un marino español nacido en Palos de la Frontera que habría participado en un viaje portugués en 1452 por el Atlántico que pudo haber alcanzado el mar de los Sargazos y que, según testimonios de los pleitos colombinos, animó a Cristóbal Colón y los hermanos Pinzón a emprender el viaje que culminó con el Descubrimiento de América.
Aunque probablemente sea Pero Vázquez de la Frontera, el viejo marino de Palos que animó a Colón y los hermanos Pinzón a realizar el viaje, quien mejor simbolice las estrechas relaciones, a veces pacíficas y a veces no, que mantuvieron los navegantes de la costa suratlántica peninsular a una y otra orilla del río Guadiana. La fama de Pedro Vázquez en el Puerto de Palos se debía a su gran experiencia como navegante en la armada portuguesa, sin duda la más temida pero también admirada de la época por su pericia y prestigio.
Así lo afirma, en los Pleitos colombinos, Fernando Valiente:

Quel dicho Cristóbal Colón, antes que fuese a negociar con los Reyes Católicos sobre el dicho descubrimiento, vino a esta Villa de Palos...e posó  en el monasterio de La Rábida, e de allí venía algunas vezes a esta Villa e hablaba con un Pero Vasques de la Frontera, que era hombre muy sabio en el arte de la mar e avía ido una ves a fazer el dicho descubrimiento con el y fante de Portugal...
Fernando Valiente, en los Pleitos Colombinos,

Y lo corrobora en su declaración Alonso Gallego:

Conoció (a Colón) y le vio harto pobre y nescesitado..., y oyó dezir a un Pero Vasques de la Frontera, vecino de la villa de Palos, al tiempo aquel dicho Colón vino a querer y al dicho viaje, aquel dicho Colón venía a tomar lengua y aviso del dicho Pedro Vasques de la Frontera, como persona que avía sido criado del rey de Portugal y tenía noticia de la tierra de las dichas indias.
Alonso Gallego

El viejo y respetado marino de Palos, según los testigos de aquellos acontecimientos animaba a Colón, los Pinzón, y sus tripulaciones, para que no desmayasen y siguieran adelante al llegar al "mar de yerbas", muy posiblemente los Sargazos, admitiendo que la decisión de retornar en aquella zona era la que seguramente había impedido a su expedición, en época del Infante D. Enrique, llegar a aquellas míticas y deseadas costas orientales de legendaria riqueza.
El viaje al que se hace referencia, que ya fue objeto de estudio por Cortesao, es el de Diogo de Teive en 1452, donde iba el palermo Pedro Vázquez, por entonces bastante joven, como piloto. Probablemente estuvo motivado por el retorno de algún navío que accidentalmente fue arrastrado a las costas americanas, e iba en busca de la legendaria isla de las Siete Ciudades.
Salieron de la isla de Faial en las islas Azores, y tras navegar rumbos S y E para encontrar los alisios se adentraron más de 150 leguas al SO según Las Casas y Hernando Colón, posiblemente debieron ser el doble, ya que el «mar de yerbas» del que hablaron, seguramente se corresponde con una zona amplia y densa de los Sargazos, alrededor de los 29º N y 40° O.
Desesperados de poder seguir avanzando, deciden volver en un gran arco por el Norte, buscando los vientos de occidente, lo cual hace sospechar a algunos autores que también tenían referencias sobre el modo de "retornar". Descubren la isla de Flores (Azores), para subir hasta el cabo Clara, en Irlanda, por lo que el profesor Demetrio Ramos  piensa que debían de esperar al otro lado del Atlántico, no sólo islas, sino un gran continente que probablemente identificaran con las costas asiáticas. En definitiva, aunque no obtuvo éxito, y ello motivó una cierta frustración y rechazo de la tesis de llegar a Oriente por Occidente, como afirma Quinn, fue la primera expedición y exploración seria del Atlántico.
Pedro Vázquez de la Frontera fue un marino al servicio de Portugal y Castilla, en una época y un lugar que concentraron las más altas cotas del arte de navegar con una mentalidad ávida de aventuras y nuevos horizontes. Se trata de un buen representante de los hombres de mar de la costa suratlántica peninsular que, compitiendo o colaborando, adquirieron en la segunda mitad del siglo XV, con sus incursiones en África, una enorme experiencia que llevaría a las naves de esta costa a los más remotos mares, poniendo en contacto a civilizaciones que hasta entonces permanecían aisladas e iniciando con ello una nueva era en la cual las relaciones humanas de toda índole adquirieron una dimensión global, planetaria.